# Santo Amaro da Imperatriz
Santo Amaro da Imperatriz es un municipio brasileño del estado de Santa Catarina. Tiene una población estimada al 2020 de 23 579 habitantes. Con una economía basada en la agricultura, el municipio también se ha destacado en el turismo por su gran manantial natural de aguas termales.

## Historia
La colonización de Santo Amaro da Imperatriz está ligada al descubrimiento de la fuente de aguas termales por cazadores en 1813. El gobierno imperial asignó un contingente policial para la guardia del sitio, ya que la región estaba habitada por indígenas hostiles al gobierno. El 18 de marzo de 1818, el rey Juan VI determinó la construcción de un hospital cerca de la fuente – fue la primera ley de creación de una estancia termal en Brasil. En octubre de 1845, Santo Amaro da Imperatriz recibió la visita de la pareja imperial Pedro II de Brasil y Teresa Cristina de Borbón-Dos Sicilias, quienes ordenaron construir un edificio con dormitorios y baños para las personas que buscaban alivio a sus dolores y enfermedades. En homenaje a la emperatriz, la localidad de Caldas do Cubatão en los alrededores de la ciudad fue nombrada Caldas da Imperatriz.
Con sus 338 km² de área territorial, de los cuales 72% ubicados en área de preservación ambiental permanente, el municipio tiene una posición geográfica privilegiada. Está unido al altiplano y al litoral catarinense por la ruta BR-282 y es cortado por el Rio Cubatão. 
El municipio ofrece muchas opciones de esparcimiento entre las cuales están sus aguas termales, atractivos naturales y variadas festividades religiosas y culturales. Entre los deportes extremos se encuentran: vuelo libre, motocross, canotaje en corrientes de ríos, etc.
Campamento del Cubatão es el campamento formado por familias que emigraron del litoral y de las feligresías de San José y Nuestra Señora del Rosario de Ensenada de Brito a principios del siglo XVIII, con la finalidad de establecer un entrepuesto comercial con la región serrana. El embrión inicial fue creciendo, pues existía la necesidad de producir harina, azúcar y otros tipos de alimentos de naturaleza agrícola buscados por los comerciantes de la región serrana. Más tarde se fijaron en el campamento cerca de 30 familias de alemanes que se retiraron de la Colonia de Teresópolis. 
Entre los años de 1832 y 1839 fue levantada una capilla en honra a Santa Ana, en un lugar denominado “Morro da Tapema”. Fue en esta capilla en que en octubre de 1845, los Emperadores del Brasil fueron recibidos con una fiesta y donde se cantó un solemne Te Deum, oficiado por el vicario de São José Padre Macário de Alexandria e Souza. 
En 1850, encontrándose la Capilla de Santa Ana en condiciones precarias, fue iniciada la construcción de otra capilla en el mismo lugar que se convirtió en la iglesia matriz. 
La población permaneció en la condición de campamento hasta el 29 de mayo de 1854, fecha en que por la Ley Provincial nº 371 fue elevada a categoría de Parroquia o Feligresía, con la consecuente creación de la Parroquia sobre la invocación de Santo Amaro. Sirvió de iglesia matriz la entonces Capilla de Santa Ana existente en el campamento. Esta Ley fijó los límites de la nueva parroquia, desmembrada de la Parroquia de São José.

## Himno
El himno municipal de Santo Amaro da Imperatriz tiene letra de Braz Campos Araújo y melodía por Narbal Anastácio de Cássio y Brasílio Machado.

## Economía
La economía del municipio ha estado basada en la agricultura, siendo el cultivo de maíz, tomate y papa una de las principales actividades económicas y fuentes de ingreso de Santo Amaro da Imperatriz.
El sector secundario es representado por las pequeñas industrias de artefactos de cemento, envasadora de agua mineral, industria de muebles, madereras, metalúrgica y aluminio e industria de fibras. 
El sector terciario ocupa la segunda colocación en la economía con el turismo, el comercio y la prestación de servicios. 

## Política

### Ciudades hermanas
- Caldas da Rainha[4]

## Salud
En el municipio está ubicado el Hospital São Francisco de Assis que atiende una gran porcentaje de los habitantes de la región de grande Florianópolis, además de otros municipios del interior del estado.

## Educación
Según datos de la Secretaría Municipal de Educación, Cultura y Deportes, el municipio posee en su red de enseñanza once escuelas municipales, cuatro escuelas estaduales, siete escuelas particulares, seis escuelas filantrópicas y una de enseñanza superior, totalizando 45 establecimientos de enseñanza en la ciudad.

## Turismo
Habitada por unas 18 mil personas, la ciudad de Santo Amaro da Imperatriz es calma y hospitalaria. Las aguas termales salen de la tierra a una temperatura de 41,5 °C, y sus propiedades terapéuticas tienen fama internacional, atrayendo visitantes de todo el mundo para tratamientos de salud, descanso y rejuvenecimiento.

## Religión
Con una población en su gran mayoría católica, el municipio obtiene una de las mayores parroquias de la Archidiócesis de Florianópolis.

## Comunicación

### Diarios
- Diario Regional
- Diario Vitrine Popular (VIP)

### Radios
- Regional FM (106,5 MHz)
- Termal FM (104,9 MHz)

## Academia Santoamarense de Letras
Fundada el 7 de septiembre de 2002, la Academia Santoamarense de Letras, con sigla ASAL, es la entidad literaria máxima de la ciudad de Santo Amaro da Imperatriz. Congrega los representantes de Letras en esta ciudad.